# 河北省
河北省（かほくしょう、ホーペイしょう、中国語:河北省、拼音:Héběi Shěng、英語:Hebei）は、中華人民共和国の省の一つ。省都は石家荘市。河北の省名は、黄河の北にあることに由来する。河北省の旧称冀州から、略称は冀。

## 地理
黄河の北に位置し、渤海に面する。西側には太行山脈、北には燕山山脈がそびえ、華北平原が広がる。黄河以外の主要な河川には、海河や灤河などがある。
北京市・天津市を取り囲むように位置し、北部は遼寧省・内モンゴル自治区と接し、西部は山西省、南部は山東省・河南省と接している。

## 人口
2003年末の省人口は6,770万人で、漢族が96%を占め、少数民族は288万人であった。
少数民族の中では満族が184万人と最も多く、大部分は承徳市各県と青竜満族自治県・遵化市・易県などに住む。以下は回族56万人、モンゴル族の14万人、朝鮮族9千人などとなる。冀魯官話などの方言がある。

## 歴史
河北省での人類の活動はホモ・エレクトスの化石までを辿るならば約200万年前まで遡る。また中国の神話上の人物である黄帝・炎帝も河北で活動しており堯・舜・禹の足跡も数多く残されている。
殷代には現在の邢台市南西部に遷都されている。戦国時代なると中国は「戦国七雄」により分割された群雄割拠の時代を迎え、河北省は北部に燕、南に趙、中部には中山国が立てられた。
前221年、秦朝が中国を統一すると郡県制が施行され、全国を36郡に分割した。河北省には上谷郡・漁陽郡・右北平郡・広陽郡・邯鄲郡・鉅鹿郡・代郡・恒山郡の8郡が設置された。前漢が成立すると全国は13刺史部に分割され、河北省は北部は幽州刺史部、中南部は冀州刺史部に属し、張家口北部は北方民族である匈奴・烏桓の活動地域とされた。漢代以降、幽州・冀州は一級行政区とされ、その後の魏晋南北朝時代を通じ沿襲されている。
隋代になると607年（大業3年）の州制廃止に伴い北平郡・恒山郡等14郡が設置されている。唐代が成立すると627年（貞観元年）に全国を10道に分割、河北省はその大分を河北道、一部を河東道及び関内道の管轄とされ、河北の行政区画名称が登場している。
宋代には河北路（後に河北東路及び河北西路に分割）が設置されたものの、遼に対して万里の長城より南側の燕雲十六州（北京周辺など）の割譲をせねばならず、漢民族の王朝にとって大きな屈辱となった。元代には行省が設置され、河北省は腹裏とされ中書省の直轄とされた。明代には都城は応天府（現在の南京市）に設置され、河北省は北直隷省の管轄とされたが、1421年（永楽19年）に順天府（現在の北京市）に遷都された際に京師直轄地とされ、清代にも沿襲され直隷省が設置された。
中華民国成立後も直隷省とされていたが、1928年（民国17年）の南京遷都にともない河北省と改称された。中華人民共和国成立後、熱河省承徳付近と察哈爾省張家口付近を統合、省都は保定市に設置されたが、1958年に天津市に移転、1967年に再び保定市とされ、更に1971年に石家荘市に遷されている。
1976年7月28日、唐山大地震が発生、省域に大きな被害をもたらしている。
2014年3月、政府は一部の北京の首都機能を保定市や廊坊市に分散させることを決定し、河北省はこれによって首都圏に組み込まれることとなった。
2017年4月、中華人民共和国国務院と中国共産党中央委員会は習近平党総書記の主導する「千年大計」（1000年にわたる大計画）として保定市内の雄県・安新県・容城県などを雄安新区として開発することを発表した。

## 行政区画
河北省は11の地級市により構成される。地級市が管轄する下部行政区画については下部データーボックスを参照
| №                | 名称     | 中国語表記 | 拼音             | 面積 (km2) | 人口 (2020年) | 政府所在地 |
| ---------------- | -------- | ---------- | ---------------- | ---------- | ------------- | ---------- |
| #                | 河北省   | 河北省     | Héběi Shěng      | 187,700.00 | 74,610,235    | 石家荘市   |
| 河北省の行政区画 |          |            |                  |            |               |            |
|                  |          |            |                  |            |               |            |
| — 地級市 —       |          |            |                  |            |               |            |
| 1                | 石家荘市 | 石家庄市   | Shíjiāzhuāng Shì | 14,052.56  | 10,640,458    | 長安区     |
| 2                | 保定市   | 保定市     | Bǎodìng Shì      | 22,185.00  | 10,448,050    | 競秀区     |
| 3                | 滄州市   | 沧州市     | Cāngzhōu Shì     | 14,305.28  | 7,300,783     | 運河区     |
| 4                | 承徳市   | 承德市     | Chéngdé Shì      | 39,512.98  | 3,354,444     | 双橋区     |
| 5                | 邯鄲市   | 邯郸市     | Hándān Shì       | 12,066.00  | 9,413,990     | 叢台区     |
| 6                | 衡水市   | 衡水市     | Héngshuǐ Shì     | 8,836.90   | 4,212,933     | 桃城区     |
| 7                | 廊坊市   | 廊坊市     | Lángfáng Shì     | 6,417.29   | 5,464,087     | 広陽区     |
| 8                | 秦皇島市 | 秦皇岛市   | Qínhuángdǎo Shì  | 7,791.57   | 3,136,879     | 海港区     |
| 9                | 唐山市   | 唐山市     | Tángshān Shì     | 14,334.59  | 7,717,983     | 路北区     |
| 10               | 邢台市   | 邢台市     | Xíngtái Shì      | 12,433.00  | 7,111,106     | 襄都区     |
| 11               | 張家口市 | 张家口市   | Zhāngjiākǒu Shì  | 36,861.55  | 4,118,908     | 橋西区     |

## 対外関係

### 姉妹自治体･提携自治体
- 鳥取県（日本国 中国地方 鳥取県）
  - 1986年（昭和61年）6月9日提携[4]

## 経済
河北省は中国最大の穀物、綿花の生産地である。主要穀物としては小麦、トウモロコシ、高粱、イモ類があり、その他経済作物としては綿花以外に麻、タバコ、食用油の原料となる落花生やヒマワリの栽培が盛んである。
工業面では石炭業が盛んであり、それらは海外に輸出される他、火力発電でも使用され石家荘、保定、邯鄲、邢台、衡水、滄州を網羅する河北南電力ネットワークを構成し、また張家口、承徳、唐山、廊坊、秦皇島及び北京、天津を網羅する京津唐電力ネットワーク（河北北電力ネットワーク）を構成する電力供給拠点となっている。

## 文化
- 小白菜（河北省の民謡）

## 主要観光地
- 万里の長城
- 清西陵易県
- 避暑山荘承徳
- 臨済寺
- 安済橋

## 教育機関
- 河北大学
- 華北電力大学
- 河北工業大学
- 河北農業大学
- 華北理工大学
- 河北師範大学
- 燕山大学
- 華北石炭医学院
- 河北建築工程学院